# Книга Приапа
Книга Приапа (лат. Priapea) — сборник анонимных стихотворений в честь Приапа; встречается уже у греков; составлением подобных стихотворений занимался поэт александрийского периода Эвфорион. У римлян эта поэзия первоначально была эпиграфической; пикантные стихи на Приапа писались на стенах его святилищ или прямо на статуях, часто стоявших посреди садов. Впоследствии подобные стихи заняли место и в литературе.
До нашего времени дошёл латинский сборник подобных стихотворений, числом 95, написанных 3 метрами: гендекасиллабами (38), дистихами (34) и холиамбами (8). Сборник этот, составленный из произведений разных авторов, был создан, как видно по стилю и размеру, в Августовскую или несколько более позднюю эпоху, то есть в период, ещё относящийся к классической латыни, хотя в некоторых стихотворениях исследователи усматривали более поздние влияния. Выбор тем в эпиграммах сборника очень ограничена; по большей части (но не исключительно) они имеют своим предметом символ Приапа (фаллос) и связанное с ним непристойное наказание воров; по сюжету Приап похваляется размерами и мощью своего полового органа, угрожая посредством него причинить страшные страдания любому, кто осмелится украсть плоды из его сада. Немногие стихотворения содержат мифологические намеки; № 68 толкует с обсценной точки зрения некоторые термины Гомера; в иных эпиграммах заметно влияние порнографической литературы, в том числе описание различных сексуальных извращений и нетрадиционных практик; № 24 взят из греческой антологии. В разное время авторство всех или части этих стихотворений приписывалось Вергилию, Овидию и Домицию Марсу; иногда высказываются предположения, что в числе авторов могли быть Марциал, Петроний (автор «Сатирикона»), Гораций, а также что подобные приапии могли создаваться поэтами во время посиделок в саду Мецената (бывшего покровителем Горация).
Лучшая средневековая рукопись — Лавренцианская (33, 31; XV столетие). Приапии издавались Л. Миллером (вместе с Катуллом, Лейпциг, 1870), Э. Баренсом в «Poetae latini minores» (1879) и Фр. Бюхелером (вместе с Петронием, Берлин, 1895, переиздано в 1904). Удачное разъяснение многих эпиграмм дано Бюхелером в «Rheinisches Museum», том XVIII. На английский язык в XIX веке их перевели Леонард Смитерс и сэр Ричард Бёртон; более поздний перевод под заглавием «Приапические поэмы» был выполнен Ричардом У. Хупером.
Михаил Гаспаров в 1986 году характеризовал «Книгу Приапа» как «неудобопереводимую».
Полный перевод «Книги Приапа» на русский язык выполнен Максимом Амелиным в 2003 году.